# Sistema hexagonal

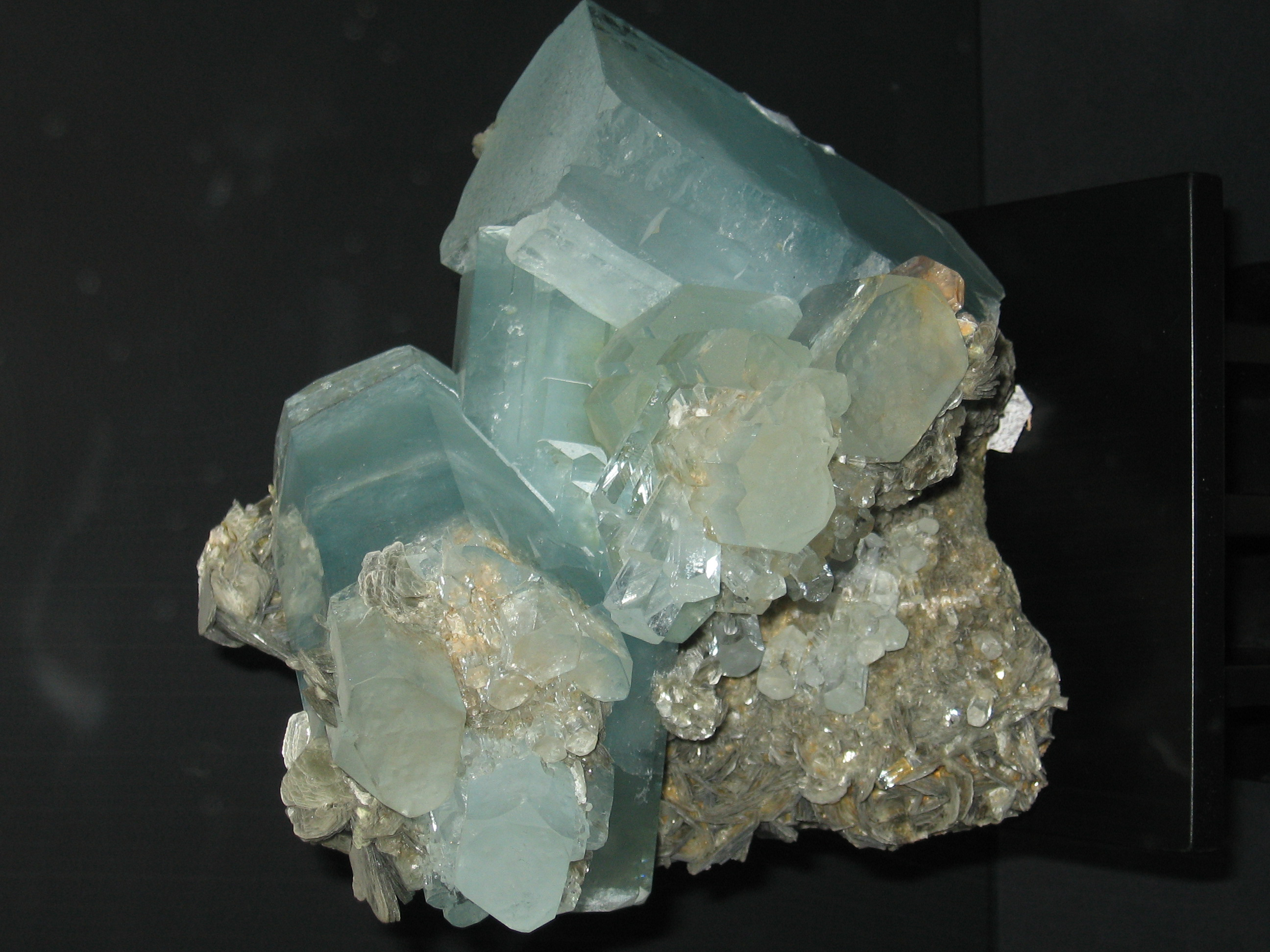
El mineral beril és un exemple de cristalls hexagonals

Arranjament hexagonal tridimensional

En cristal·lografia i cristal·loquímica, el sistema cristal·lí hexagonal és un dels set sistemes cristal·lins. Té la mateixa simetria que un prisma regular amb una base hexagonal; només hi ha una xarxa de Bravais hexagonal. Per exemple, el grafit cristal·litza sota aquesta forma.

## Classes
Els cristalls d'aquest sistema es classifiquen en les set classes següents:
- Hexagonal piramidal
- Trigonal dipiramidal
- Hexagonal dipiramidal
- Hexagonal trapezohedral
- Dihexagonal piramidal
- Ditrigonal dipiramidal
- Dihexagonal dipiramidal